# Chauvirey-le-Châtel
Chauvirey-le-Châtel là một xã thuộc tỉnh Haute-Saône trong vùng Bourgogne-Franche-Comté phía đông nước Pháp.